# Julius Bochmann (Philatelist)

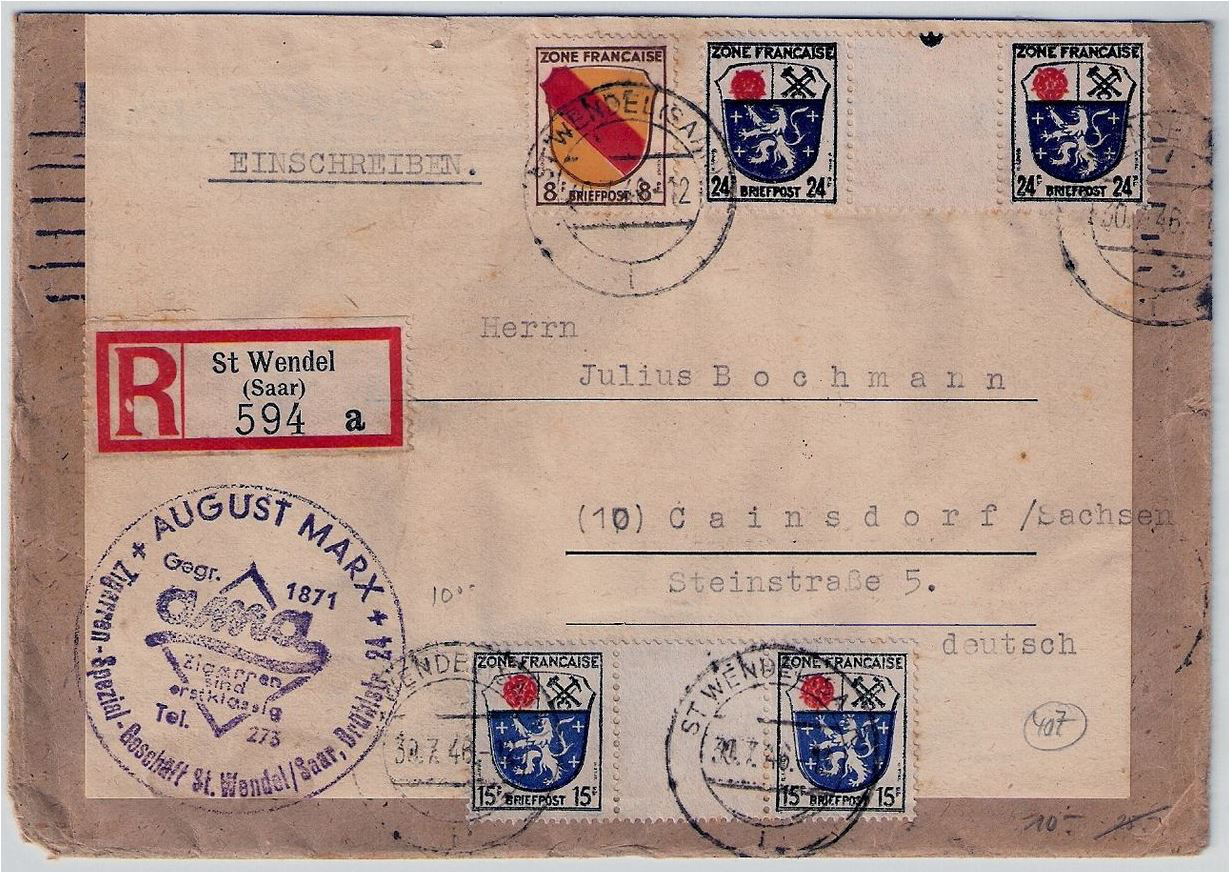
Einschreibebrief an Bochmann von 1946 aus St. Wendel im Saarland z. Zt. der Französischen Besatzungszone an seine damalige Cainsdorfer Adresse

Julius Bochmann (* 8. März 1901 in Cainsdorf; † 24. Juli 1957 in Stuttgart) war ein deutscher Lehrer und ein Philatelist des 20. Jahrhunderts, hauptsächlich im Bereich der Poststempelkunde. Insgesamt 32 Jahre lang arbeitete er an der Katalogisierung von Sonder-, Serien- und Werbestempel.

## Leben
Er war von 1936 bis etwa 1946 Konrektor in Cainsdorf, lebte zur Zeit der Erstellung der ersten Gildebriefe der Poststempelgilde 1947/48 in Zschopau und arbeitete später bis zu seinem Tod in Stuttgart ebenfalls als Konrektor. 
Er ist bekannt als Begründer und erster Herausgeber des mittlerweile sehr umfangreichen Bochmann-Kataloges der deutschen Gelegenheitsstempel. Er schuf mit diesem Nachschlagewerk zugleich eine klare Unterteilung, Kennzeichnung und Definition der Gelegenheitsstempel in Sonder-, Werbe- und Serienstempel. Mit diesem Verzeichnis wurde er zur anerkannten Autorität auf dem Gebiet der deutschen Gelegenheitsstempel. Sein Name steht daher als Begriff für den maßgebenden Katalog für die Gelegenheitsstempel der deutschen Postverwaltungen. Dieser Katalog erschien innerhalb der Schriftenreihe der Poststempelgilde „Rhein-Donau“ und wurde nach seinem Tod von anderen Philatelisten fortgeführt. Zum Hauptkatalog erscheinen in größeren Abständen Nachträge. Bochmanns Arbeit umfasste das Verzeichnis der Gelegenheitsstempel von 1865 bis 1951. Eine erste Ausgabe erschien bereits 1925.

## Werke
- Julius Bochmann: Die neudeutschen Sonder-, Werbe- und Serienstempel, 1. Auflage, 1947, 36 Seiten
- Julius Bochmann: Katalog der deutschen Sonderstempel, 1. Auflage, Borna 1925, Cainsdorf 1936, Nachträge 1937/43,

- Neuauflage 1952 als: Bochmann–Katalog der deutschen Gelegenheitsstempel von 1865–1951 (Sonder-, Ersttags-, Werbe- und Serienstempel), Poststempelgilde Rhein-Donau